# Anton Melik

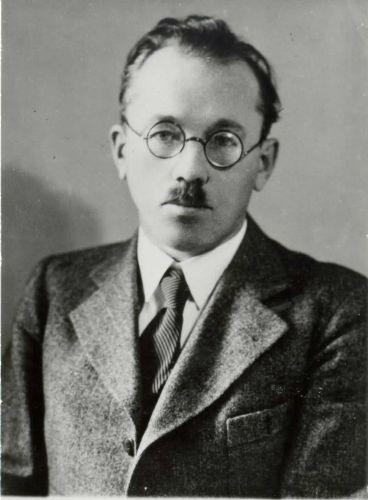
Anton Melik.

Anton Melik (Črna vas, 1 de enero de 1890 – Liubliana, 8 de junio de 1966) fue un geógrafo esloveno.

## Biografía
Melik nació en el pueblo de Črna vas, hoy una parte de Liubliana, Eslovenia, en aquella época parte del Imperio austrohúngaro. Antes y durante la Primera Guerra Mundial, estudio en la Universidad de Viena, graduándose en 1916 en historia y geografía. Más tarde obtuvo trabajo como profesor en una escuela de secundaria. En 1926-1927 se convirtió en un profesor de universidad senior en la Facultad de Artes de la Universidad de Liubliana, en 1932 un conferenciante senior y luego en 1938 un profesor.
En 1927 recibió su doctorado de filosofía de la Facultad de Artes con su disertación sobre el Asentamiento de los pantanos de Liubliana. Entre 1938 y 1966, fue un profesor de geomorfología en el Departamento de Geografía en la Universidad de Liubliana, sucediendo al profesor Artur Gavazzi en 1938. Con su obra en este campo estableció su bien reputada escuela geomorfológica.
En 1935-1936, la prestigiosa editorial Slovenska matica publicó su monumental monografía Geografija Slovenije ("La geografía de Eslovenia"), en dos volúmenes con una parte regional general, más tarde ampliada con otros 4 libros adicionales entre 1954 y 1960, con una descripción regional detallada de regiones particulares de las tierras eslovenas: los Alpes, Estiria con Prekmurje y el valle de Mežica, el valle del Save y el litoral esloveno.
Entre 1947 y 1960, Melik fue jefe del Departamento de Geografía en la Facultad de Artes. Entre 1948 y 1966, fue jefe del Instituto Geográfico de la Academia Eslovena de Ciencias y Artes. Entre 1946/1947 y 1949/1950, fue canciller de la Universidad de Liubliana, y sirvió dos veces como decano de la Facultad de Artes en 1940/1941 y 1945/1946. Se retiró en 1966. Murió en Liubliana. 
En 1976, el Instituto Geográfico de la Academia de Ciencias y Artes eslovena, fundada en 1946, tuvo el nombre de Instituto Geográfico Anton Melik en su honor.

## Familia
Sus dos hermanos Franc Melik (n. 1885) e Ivan Melik (n. 1894) murieron en el llamado "Matorral de Kozler" (esloveno, Kozlerjeva gošča) que recibe su nombre de su anterior propietario, Peter Kozler) el 25 de noviembre de 1943 junto con otras doce víctimas por una unidad de las colaboracionistas Milicias populares eslovenas bajo el mando de Franc Frakelj.
Por su obra de la geografía de Eslovenia y Yugoslavia, Melik recibió el Premio Prešeren en 1947, 1949 y 1951. Su único hijo Vasilij Melik es un historiador de renombre.